# Großbartloff
Großbartloff é um município da Alemanha localizado no distrito de Eichsfeld, estado da Turíngia.  Pertence ao Verwaltungsgemeinschaft de Westerwald-Obereichsfeld.